# Ił-114

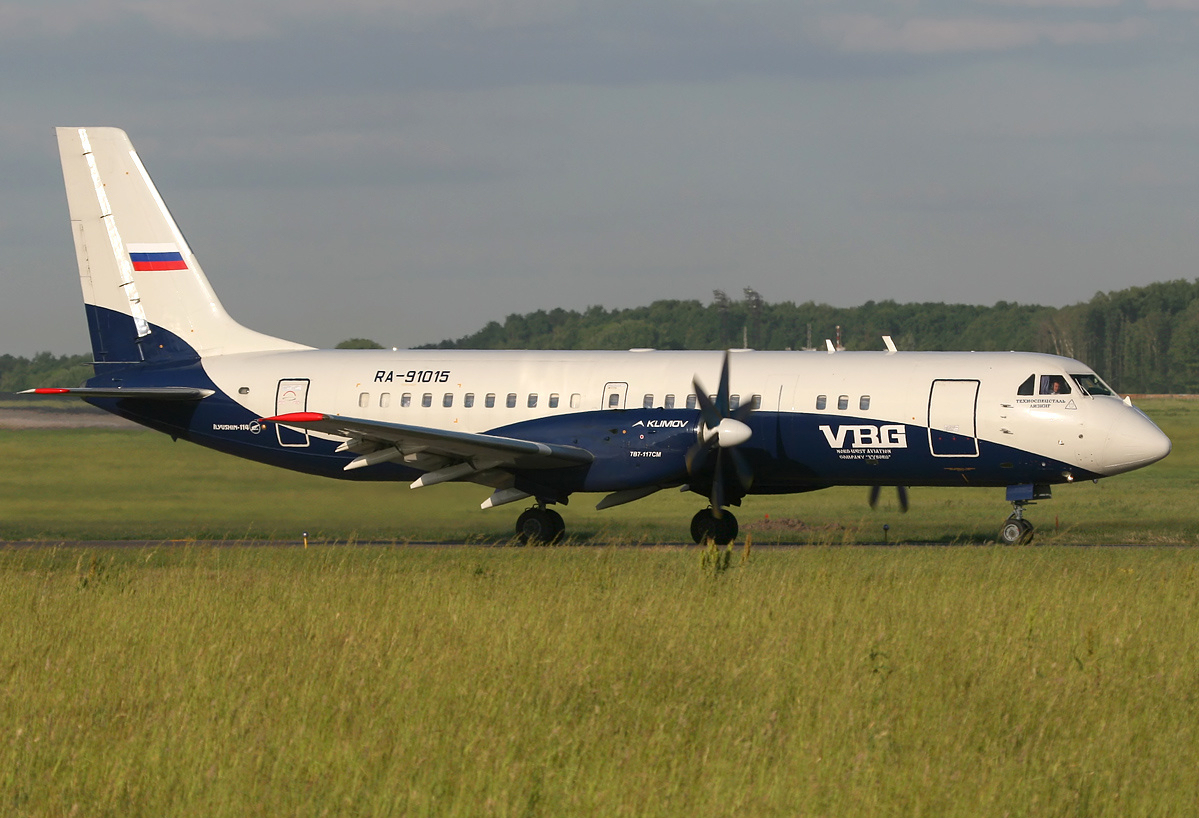
Ił-114 w malowaniu linii Vyborg Airlines

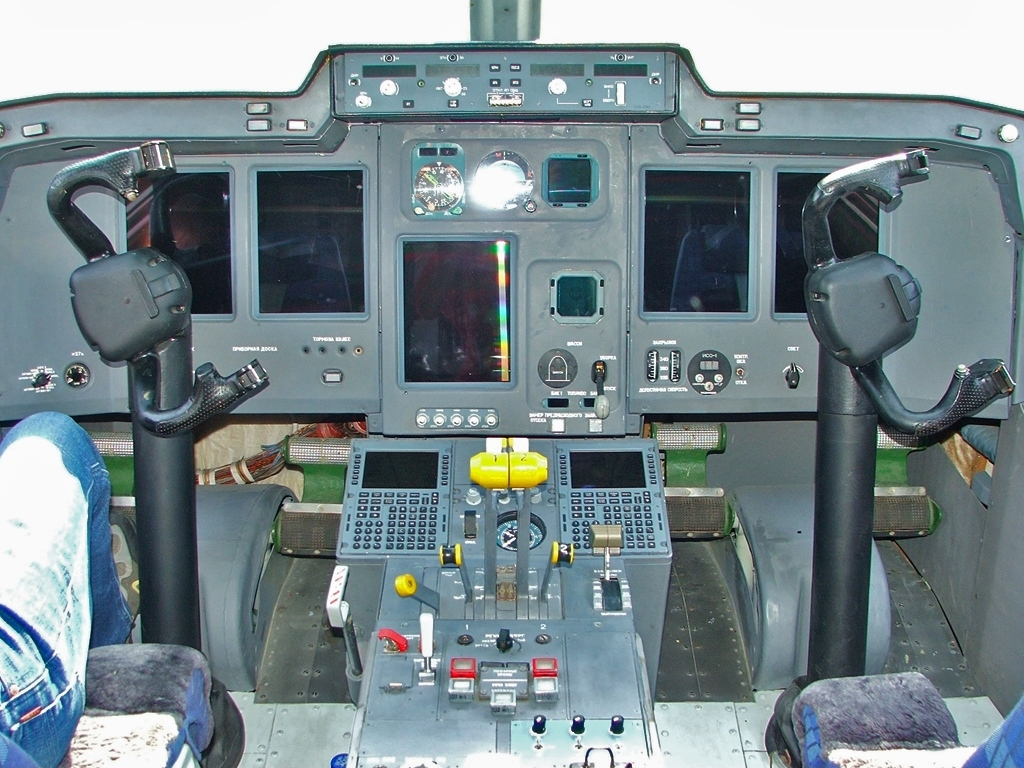
Kokpit samolotu Ił-114

Ił-114 (ros. Ил-114) – rosyjski turbośmigłowy samolot pasażerski, zaprojektowany w biurze konstrukcyjnym Iljuszyna. Oblatany w 1990 roku, trzy lata później wszedł do produkcji seryjnej. Wyprodukowano łącznie 20 egzemplarzy do 2021 r. Ił-114 służył w barwach dwóch linii lotniczych: Vyborg Airlines (zakończyły działalność w 2010 roku) oraz Uzbekistan Airways (wycofały ten model w 2018 roku). Obecnie jedynym operatorem jest Biuro Konstrukcyjne Iliuszyna. W 2007 roku podpisano kontrakt na dostawę 98 samolotów do Wenezueli, ale do 2010 roku kontraktu nie zrealizowano.

## Historia
OKB Iljuszyna przystąpiło do projektowania modelu Ił-114 w 1986 roku, świadomie nawiązując oznaczeniem do jednego z popularniejszych radzieckich samolotów pasażerskich – Ił-14. Pierwszy lot Ił-114 (rejestracja CCCP-54000) wykonał 29 marca 1990 roku. Za sterami samolotu siedział Wiaczesław Biełousow. Planowano szybkie uzyskanie zachodniego certyfikatu i rozpoczęcie produkcji seryjnej w zakładach produkcyjnych w Taszkencie i w Moskwie. Kryzys gospodarki rosyjskiej lat dziewięćdziesiątych XX w. spowodował, że próby przeciągały się, a zakład moskiewski wycofał się z planów produkcyjnych. Warsztaty Iljuszyna w Moskwie na Chodynce zbudowały trzy lotne prototypy Ił-114 oraz dwa płatowce do statycznych prób wytrzymałościowych i zmęczeniowych. W późniejszym okresie zakład im. Czkałowa w Taszkencie zbudował 15 samolotów seryjnych, w tym siedem w wersji Ił-114-100 z silnikami Pratt & Whitney i awioniką Collins i dwa w wersji transportowej Ił-114T. Produkcja była rozciągnięta na lata, z dużymi przerwami. Zakład był przygotowany do wytwarzania 60–80 sztuk Ił-114 rocznie, ale nie było ani pieniędzy na produkcję ani zamówień.
W planach jest samolot Ił-114ORR do kontrolowania dużych skupisk ryb na oceanie, głównie łososia w rejonie Kamczatki i Wysp Kurylskich. Samolotem fotogrametrycznym ma być Ił-114FK, który miałby zastąpić obecnie używane do tego celu An-30.

### Wojskowe projekty Ił-114
W okresie od 2002 do 2020 roku w Rosji używane były dwa rejsowe (RA-91014, RA-91015) i jeden specjalistyczny Ił-114ŁŁ (latające laboratorium). Samolot-laboratorium po raz pierwszy wystartował w kwietniu 2005 roku i od tego czasu służy w przedsiębiorstwie Radar MMS z Petersburga. Ił-114P jest przeznaczony do patrolowania wybrzeża, granicy morskiej i 200 milowej wyłącznej strefy ekonomicznej oraz monitoringu ekologicznego. Zestaw wyposażenia nawigacyjnego i pilotażowego ma pozwolić automatycznie wyprowadzać samolot w zadany punkt, wykrywać oraz rejestrować obiekty nawodne, a także przekazywać informacje do naziemnych stanowisk i do innych samolotów. Na węzłach podwieszeń pod kadłubem podwieszane są zasobniki: SPPU-687 z działkiem 30 mm oraz 150 nabojami oraz reflektorem poszukującym i głośnikami; pod skrzydłem podwieszane są zasobniki z wyposażeniem ratowniczym. Kabina pasażerska została podzielona na dwie sekcje. Przednia mieści rozbitków lub rannych (w tym na noszach), ratowników lub 3 tony ładunku. W tylnej – umieszczono aparaturę systemu Kasatka, stanowiska dwóch operatorów systemu oraz pomieszczenie dla załogi rezerwowej.
Kolejny projekt, Ił-114MP to wielozadaniowy morski samolot patrolowy o znacznie szerszym zakresie zastosowania niż Ił-114P. Samolot jest przeznaczony do patrolowania bliskiej i średniej strefy morskiej, wykrywania, rozpoznawania i śledzenia celów, nawodnych i podwodnych, a także do ich niszczenia. Może także stawiać miny. Ił-114MP zabiera znacznie bardziej rozbudowany wariant systemu Kasatka. Oprócz radaru i głowicy optoelektronicznej jest tam także system radiohydroakustyczny z pławami, magnetometr oraz stacja rozpoznania radiotechnicznego. Według oficjalnych informacji taka odmiana samolotu będzie mogła zwalczać okręty nawodne przeciwnika nie wchodząc w zasięg działania okrętowych środków przeciwlotniczych dzięki uzbrojeniu w samonaprowadzające się pociski przeciwokrętowe Ch-35 Uran. Masa samolotu ma wynosić około 30 ton. Samolot wg projektu ma otrzymać dwa silniki turbośmigłowe AI-20D serii 5 o mocy startowej 5180 KM każdy. Jednostki napędowe mają pochodzić z Ukrainy, co z powodu napiętych relacji pomiędzy obydwoma krajami, stawia użycie tego typu jednostek pod znakiem zapytania. Inne projekty wojskowe to Ił-114PR przeznaczony do prowadzenia rozpoznania radiotechnicznego oraz Ił-114PRP, mogący dodatkowo prowadzić walkę elektroniczną. W projekcie jest też samolot wsparcia ogniowego Ił-114T-OP. Projekt przerobionego Ił-114T z uzbrojeniem artyleryjskim, lotnicza bateria wsparcia bezpośredniego (ang. gunship): moździerzem 2A51 (używanym także w 2S9) kalibru 120 mm w wieżyczce pod kadłubem i działkiem 2A42 kalibru 30 mm w wieżyczce pod tylną częścią kadłuba. Armaty wg projektu mają się poruszać po 90° na boki oraz w dół; obsługiwane przez 4 operatorów. Ta wersja samolotu bezpośredniego wsparcia lotniczego ma mieć działać na wysokości 3500–4000 m i razić umocnione punkty, siły i środki przeciwnika. Szturmowa wersja ma być odpowiednikiem Lockheed AC-130.

## Próby wznowienia produkcji
W marcu 2014 roku z powodu sankcji nałożonych przez Kanadę na Rosję po niedawnej aneksji Krymu, Bombardier Aviation zawiesił plany montowania samolotów w Rosji. W tym samym miesiącu rosyjski wicepremier Dmitrij Rogozin zaproponował próbę wznowienia dwóch projektów przedsiębiorstwa Iljuszyn: pasażerskiego 64-miejscowego Ił-114 i transportowego Ił-112 o 6 tonowym udźwigu. Projekty łączy wspólny napęd – dwa silniki turbośmigłowe Klimow TW-7-117S o mocy 2500 KM.
Powołano grupę roboczą Ministerstwa Przemysłu i Handlu FR, która jednak wydała negatywną opinię dotyczącą samolotów. 26 sierpnia wiceminister Jurij Sliusar oświadczył, że wznowienie produkcji Ił-114 jest nieopłacalne i nie znaleziono dostatecznej liczby klientów na ten samolot. Według analiz ministerstwa, przytaczanych przez prasę rosyjską, do 2020 roku potrzeby dla rosyjskich linii lotniczych wynosiłyby 60-70 takich maszyn, a potem między 2021–2032 jeszcze mniej, tylko 40-55. Władimir Putin mimo negatywnej oceny specjalistów ministerialnych polecił przeanalizować zasadność podjęcia produkcji samolotu ponownie. Nowy zespół roboczy kierowany przez wicepremiera Dmitrija Rogozina ocenił, że samolot Ił-114 jest Rosji potrzebny.
Wstępnie planowano, że produkcja Ił-114 będzie wznowiona w zakładzie Awiakor w Samarze, ale jesienią pojawiła się też druga kandydatura – Zakład Sokoł w Niżnym Nowogrodzie, który miał tę przewagę nad Awiakorem, że należy do państwowej Zjednoczonej Korporacji Budowy Samolotów. Wzrosła też stawka przetargu. Dyrektor generalny Awiakor Aleksiej Gusiew ocenił wydatki na uwspółcześnienie samolotu i jego dokumentacji oraz przygotowanie w produkcji w Samarze na 10–12 mld rubli (czyli 280–330 mln USD ówczesnego kursu). Później podano już nowe liczby, według gubernatora Obwodu samarskiego Nikołaja Mierkuszkina potrzeba będzie 24 mld rubli rosyjskich. W projekcie produkcji i promocji samolotu Ił-114, przygotowanym przez Ministerstwo Przemysłu i Handlu FR, według prasy rosyjskiej, oceniono łącznie koszty programu na lata 2015–2025 na 55 miliardów rubli. Ta ostatnia liczba najprawdopodobniej zawiera także koszt wyprodukowania pierwszych 24 samolotów po 960 mln rubli każdy. Zakład w Samarze jest gotów zainwestować 3 miliardy własnych środków (resztę miałyby pokryć dotacje państwowe). Według Aleksieja Gusiewa w Taszkencie są jeszcze części dla zmontowania w Samarze około 10 pierwszych Ił-114, a potem ruszyłaby produkcja nowej zmodernizowanej wersji samolotu. Modernizacja jest potrzebna, gdyż samolot powstał w erze projektowania na papierze (jego dokumentacja występuje tylko na papierze); całkowitej wymiany wymaga awionika, a silniki muszą uzyskać większą niezawodność. Na ucyfrowienie dokumentacji i modernizację samolotu potrzeba będzie około pięciu lat. Według wspomnianego wyżej planu z października 2014 roku pierwszy zmodernizowany Ił-114 z Samary miał wystartować w 2018 roku, a do 2024 roku miały powstać 24 samoloty seryjne. Liczono również na wojskowe zamówienie. Siły Powietrzne Federacji Rosyjskiej potrzebują niewielkiego samolotu dyspozycyjnego, zamiast obecnie używanych starych An-24 i częściowo Tu-134, a przede wszystkim potrzebują platformy dla niedużych samolotów specjalnych, budowanych dotąd na bazie An-24.
Od lutego 2020 r. powstaje Ił-114-300, tworzony od podstaw z wykorzystaniem technologii, które mają być stosowane w produkcji seryjnej. Końcem września 2020 roku odnowiony samolot Ił-114 przeszedł próby naziemne, sprawdzono układ paliwowy i uruchomiono z małą mocą silniki TW7-117ST-01 wyposażone w FADEC, samolot używa sześciołopatowych śmigieł produkcji Aerosiła AW-112-114. 28 listopada 2020 r. dokonano oblotu odnowionego egzemplarza. 16 grudnia 2020 dokonano kolejnego oblotu odnowionego statku powietrznego, nie ujawniono czasu trwania lotu. 19 stycznia 2021 r. dokonano kolejnego oblotu odnowionego egzemplarza, lot trwał 2g:47m. Według planu produkcja seryjna rozpocznie się w 2023 roku. W nowo rozpoczętej produkcji biorą udział m.in.: Woroneska Spółka Akcyjna Budowy Samolotów, Awiastar-SP, oraz powiązane z MiG Zakład Sokoł i Łuchowicki Zakład Lotniczy. Dyrektorem projektu jest Maksim Kuźmienko.

## Wypadki
W 1993 roku podczas lotu testowego na skutek problemu z jednym silnikiem samolot rozbił się. Zginęło 5 z 9 osób przebywających na pokładzie.
W 1999 roku po problemie ze sterem samolot po wylądowaniu uderzył w mur okalający lotnisko. Zginęło 5 z 7 osób znajdujących się na pokładzie.